# بروجيرونيا
بروجيرونيا هو جنس من الأمونيت ينتمي إلى عائلة Perisphinctidae.
عاشت هذه الحيوانات آكلة اللحوم النيكتونية سريعة الحركة في العصر الجوراسي، من 155.7 إلى 150.8 مليون سنة.

## محيط
تشمل الأنواع الموجودة في هذا الجنس ما يلي:
- Progeronia breviceps
- Progeronia lictor
- بولي بلوكويدس بروجيرونيا

## وصف
يمكن أن يصل قطر أصداف أنواع بروجيرونيا إلى 6-23 ملم (0.24–0.91 بوصة). هذه القشرة الكبيرة كبيرة ومثنية، مع ضلوع متشعبة أو ثلاثية.

## توزيع
تم العثور على حفريات الأنواع ضمن هذا الجنس في الرواسب الجوراسية في الجزائر والمجر.

## روابط خارجية
- Jsd Ammonites